# Johannes Zahn
Johannes Christoph Andreas Zahn ( 1. august 1817 i Eschenbach (Pommelsbrunn)/Pegnitz – 17. februar 1895 i Neuendettelsau) var en tysk teolog, hymnolog og musikforsker.
Zahn var præst og siden
direktør for seminariet i Altdorf bei Nürnberg. Han har haft
megen fortjeneste af forskninger vedrørende
den protestantiske kirkesang (rytmisk
salmesang) og har udgivet samlinger af koraler,
kirkelige kor og orgelstykker samt navnlig det
højt værdsatte værk: Die Melodien der deutschen evangelischen Kirchenlieder etc. (6 bind, 1888—93).
Zahn var en af Thomas Laubs inspirationskilder til den kirkesangsreform han var en ledende kraft for i slutningen af 1800-tallet; to andre var Carl von Winterfeld og Gottlieb von Tucher.

## Værker
- Handbüchlein für angehende Cantoren und Organisten, Nürnberg 1871
- Die Melodien der deutschen evangelischen Kirchenlieder, aus den Quellen geschöpft und mitgeteilt von Johannes Zahn (6 bind), Verlag Bertelsmann, Gütersloh 1889–93
- Die Melodien des Deutschen Evangelischen Gesangbuches in vierstimmigem Satze für Orgel und für Chorgesang aus Auftrag der deutschen evangelischen Kirchenkonferenz zu Eisenach (sammen med G. Freiherr von Tucher og Immanuel Faißt), Stuttgart 1854
- Vierstimmiges Melodienbuch zum Gesangbuch der Evangelisch-Lutherischen Kirche in Bayern, Erlangen 1855 (sidste (42.) oplag 1951)